# 斯圖爾特高地
73°29′S 163°58′E / 73.483°S 163.967°E
斯圖爾特高地是南極洲的高地，位於維多利亞地的博克格雷溫克海岸，屬於南十字山脈的一部分，海拔高度2,760米，以新西蘭探險隊的隊員命名。